# Guangzhou Fortune Center
| Dieser Artikel wurde auf der Qualitätssicherungsseite des WikiProjekts Planen und Bauen eingetragen. Dies geschieht, um die Qualität der Artikel aus den Themengebieten Bautechnik, Architektur und Planung auf ein akzeptables Niveau zu bringen. Dabei werden Artikel, die nicht maßgeblich verbessert werden können, möglicherweise in die allgemeine Löschdiskussion gegeben. Hilf mit, die inhaltlichen Mängel dieses Artikels zu beseitigen, und beteilige dich an der Diskussion! |

Das Guangzhou Fortune Center (chinesisch 财富中心, Pinyin Cáifù Zhōngxīn) ist mit 309 Metern und 68 Etagen eines der höchsten Gebäude in Guangzhou. Baubeginn im Stadtbezirk Tianhe war 2011, die Fertigstellung erfolgte planmäßig im Jahr 2015.